# Бивољак
Бивољак (алб. Bivolak) је насеље у општини Вучитрн, Косово и Метохија, Република Србија. Након 1999. године село је познато и као Бурим (алб. Burim). Према попису становништва на Косову 2011. године, село је имало 730 становника, већину становништва чине Албанци.

## Географија
Село је збијеног типа, земљиште влаовито, оранице смоничаве са растреситом земљом, успевају все житарице. На дубини преко 4 метра налази се угаљ, лигнит, који житељи овог села копају и продавају. Село је смештено на падини Чичавице, око 17 км јужно од Вучитрна. Кроз село тече Глогов поток. Сем кућа рода Беришана, које су издвојене, село је збијено. Тај главни део села дели се на Сарачку и Клиначку махалу, чији су називи по знатнијим родовима који у њима живе. Издвојене куће Беришана чине трећу махалу, која је од главног дела села удаљена око пола километра. Срби живе у Сарачкој махали.

## Историја
У поменику манастира Девича помињу се Срби из овог села као дародавци манастира. На подручју села постоје трагови гробља ранијег становништва које Албанци зову Влашко гробље. Село је било са мешовитим становништвом.

## Порекло становништва по родовима
Поисламљени српски род је Сароч (7 кућа.), старинац. Прелаз на ислам стављају му потомци чак у доба турске победе („фет”) на Косову. Презиме му је дошло по седларству („сарачлуку”) њихових предака. Ушао је у племе Краснићи.
Албански родови:
- Клинаку (16 кућа.), од племена Гаши. Доселио се из Клине у Дреници почетком 19. века. Појасеви су 1934. од досељења: Браха, Садрија, Ибраим, Шабан, Фериз (55 година).
- Мурсељи (1 кућа.), од племена Краснићи. Преселио се из Стреоца почетком 19. века.
- Мујови (2 куће.), од племена Краснићи. И они пресељени из Стреоца само после Мурсељовића.
- Бериша (6 кућа.), од племена Бериша. Преселили се из Карача после Мујовића.
- Јашаница (1 кућа.), од племена Сопи. Досељен је 1878. као мухаџир из Јошанице у Топлици.[4]

## Доњи Бивољак
Мали Бивољак је заселак села Бивољака, а лежи с леве стране Ситнице према селу Племетини. Делом је у равници, а делом на најнижем делу падине Чичавице. Разбијеног је типа. Мухаџирске куће су на падини Чичавице и збијене, док су колонистичке куће растурене у пољу. Село се на махале не дели.
Заселак су основали черкески исељеници из Топлице 1878. 1913. или 1914, продавши земљу, сви су се Черкези иселили у Турску. При исељењу их је било 25 кућа. На њихово место су се почели насељавати Арбанаси мухаџири, а по првом светском рату доведено је неколико кућа колониста. Садашња џамија у засеоку остала је од Черкеза.

## Порекло становништва Доњег Бивољака по родовима
Албански родови:
- Симниц (1 кућа.), од племена Шаље. Досељен као мухаџир из Топлице заједно с Черкезима.
- Плашнику (2 куће.), од племена Климената. Мухаџир је из Плашника у Топлици. Живео је у Приштини, одакле је дошао на купљено имање од Срба из околине који су га купили од Черкеза.
- Статовц (1 кућа.), од племена Сопа. Мухаџир је из Статовца у Топлици, живео у суседном Грабовцу, а у Мали Бивољак пресељен 1826. на земљиште додељено од Аграрног повереништва.
- Рец (2 куће.), од племена Елшана. Преселили се из Бивољака око 1890.
- Зајчевц (1 кућа.), од племена Краснића. Досељен из Зајчевца (Новобрдска Крива река) 1924.
- Голак (1 кућа.), од племена Краснића. Живео у многим селима приштинског Голака. У М. Бивољаку настањен 1928.

Колонисти:
- Станојевић (2 куће.) из Ружића (Пољаница) 1927, 1930.
- Веселиновић (1 кућа.) и — Јовић (1 кућа.) 1926. и 1930. из Џепа (Пољаница).
- Босанац (1 кућа.) 1929. из Славоније.
- Милошевић (1 кућа.) 1926. из Дробњака.[4]

## У логорима и заробљеништву 1941—45
- Дејановић Алекса, Италија
- Ристић Бора, Немачка
- Ристић Божидар, Италија
- Ристић Драго, Немачка

## Учесници Другог светског рата (1941—47)
- Миленковић Драго
- Миленковић Тихомир[5]

## Жртве Другог светског рата
- Миленковић Глигорије, у кући 1941.
- Миленковић Миливоје, убијен у кући 1941.
- Миленковић Миленко, у дворишту 1941.
- Миленковић Петар, у двориште 1941, сви од балиста.

## Демографија
| Година       | 1948 | 1953 | 1961 | 1971 | 1981 | 1991 | 2011 |
| ------------ | ---- | ---- | ---- | ---- | ---- | ---- | ---- |
| Становништво | 440  | 512  | 629  | 777  | 895  | 903  | 730  |

|  |